# Clarita (serie animada)
Clarita es una serie animada chilena creada por la diseñadora e ilustradora Bernardita Ojeda para Televisión Nacional de Chile. Fue producida en conjunto por las productoras Pájaro y Atiempo. La serie se estrenó el 10 de junio de 2004 a través del bloque infantil Tronia, en horario matutino y vespertino.
Clarita, al igual que Villa Dulce (emitida por Canal 13), son consideradas las primeras series animadas hechas en Chile puesto a que se produjeron simultáneamente, con la distinción de que esta última se estrenó primero. La creación de ambas series marcó un importante hito dentro de la televisión chilena y abrió paso a la producción de diversas animaciones locales que vendrían en los próximos años.

## Sinopsis
La serie se basa en una singular niña preadolescente llamada Clarita, que va al colegio y relata su historia en primera persona. Todas las historias son contadas por ella misma, mostrando su mundo interior y una visión muy particular del mundo que la rodea. Clarita también lucha constantemente por ser aceptada por el resto de los niños de su edad, para sentirse cómoda y entender lo que le rodea.

## Episodios
La primera temporada de Clarita fue estrenada el 10 de junio de 2004 y concluyó a fines del año mencionado. Esta contó de 22 episodios de aproximadamente 20 minutos de duración. A pesar de haber recibido bajos índices de rating en sus primeras emisiones, la serie tuvo una segunda temporada que se estrenó el 17 de abril de 2005. Esta contó de 12 episodios. 